# В пазурах Радвлади
«В пазура́х Радвла́ди» — український радянський німий фільм про поневіряння фабриканта, якого Жовтневий переворот викинув з Росії. Фільм знято у 1926 році на Одеській кінофабриці Всеукраїнського кінофотоуправління, прем'єра у Києві — 23 березня 1926 року. Плакат до фільму намалював Олександр Довженко.

## Сюжет
Великий фабрикант Вольфер насолоджувався життям і за часів Керенського. Коли він прокинувся після пиятики, то дізнався про жахливу новину — відбувся Жовтневий переворот. Біда пішла за бідою на фабриканта: особняк реквізували, цінності вилучили, а самого відправили прибирати вулиці. Тоді він втік у Париж, і після кількох невдалих спроб знайшов собі роботу — клоуном у цирку. З розмальованим обличчям Вольфер тепер трагікомічний персонаж російської еміграції.

## Знімальна група
- Режисер — Пантелеймон Сазонов
- Автор сценарію — Софія Левітіна
- Художник-постановник — Володимир Баллюзек
- Оператори — Григорій Дробін, Фрідріх Верига-Даровський

## В ролях
- К. Гарін — Вольфер, фабрикант
- Леонід Чембарський — Красецький, приятель Вольфера
- Белла Белецька — Рита
- Олександр Сашин — лакей Вольфера
- Матвій Ляров — полковник, білогвардієць
- Дмитро Капка — співак
- Антон Клименко — двірник
- Добродєєв — швейцар
- Оксана Підлісна — покоївка
- Бачинська — кухарка
- Василь Людвінський — Васько, хлопчик
- А. Оленич-Алєксєєва — мати Васька
- Микола Кучинський — батько Васька
- Мясковська — сестра Васька
- Н. Соколова — купчиха
- Осип Мерлатті — власник каруселі
- Т. Кочкіна — стара баба
- А. Лярова — дама в раю
- Ружицький — Петро в раю
- Б. Гончаров — товстий турок
- Василь Василенко — офіцер
- Володимир Уральський — кучер
- Олександр Чуверов